# 德意志騎士宮

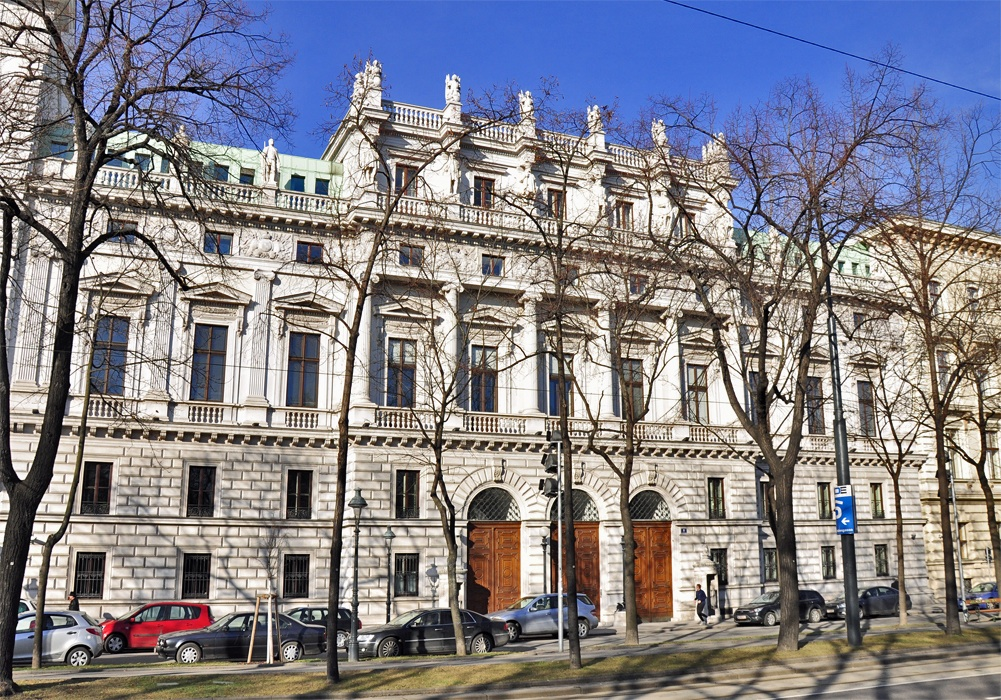
德意志騎士宮

德意志騎士宮（Deutschmeister-Palais）是位於奧地利首都維也納戒指路的一座建築。這座建築修建於1864年至1868年期間。在1938年至1945年期間，這座建築是維也納黨衛軍總部所在地。1945年至1974年，這座建築是維也納聯邦警察的辦公場所。
48°12′22″N 16°22′44″E / 48.2062°N 16.3788°E